# Revling-indlandsklit
Revling-indlandsklit er en naturtype der opstår på flyvesand, når det danner indlandsklitter. Dette sand stammer fra udvaskede istidsaflejringer inde i landet, så derfor er jorden meget fattig på kalk og næringsstoffer. Til gengæld betyder det varme og tørre klima, at specielle arter får særligt gunstige leveforhold.
Revling-indlandsklit er en betegnelse for en naturtype i Natura 2000-netværket, med nummeret 2320.

## Plantevækst
De typiske planter på denne naturtype er:
- Engelsk Visse (Genista anglica)
- Hedelyng (Calluna vulgaris)
- Håret Visse (Genista pilosa)
- Revling (Empetrum nigrum)